# جي. فيرنون بينيت
جي. فيرنون بينيت (بالإنجليزية: G. Vernon Bennett)‏ هو سياسي أمريكي، ولد في 17 فبراير 1880، وتوفي في 31 يوليو 1968. حزبياً، نشط في الحزب الديمقراطي.